# Johann Michael Bach (1745-1820)
Johann Michael Bach (9 de noviembre de 1745 - 13 de junio de 1820) fue un compositor alemán.
Hijo de Johann Elias Bach, nació en Leipzig. Estudió en Jena, en donde fue cantor y viajó por Holanda e Inglaterra, para establecerse en Güstrow hacia 1780.
Compuso seis conciertos para clavicémbalo, seis para dos clavicémbalos y tres cantatas. Su melodrama Cephalus und Procris se ha perdido.
- Datos: Q426208